# Дьябль Нуарс
Футбольний клуб «Дьябль Нуарс» (фр. Club Sportif Multidisciplinaire Diables Noirs) — конголезький професійний футбольний клуб, який базується в місті Браззавіль. Клуб заснований у 1950 році, та проводить домашні матчі на стадіоні «Стад Альфонс Массамба-Деба» місткістю 33037 глядачів. «Дьябль Нуарс» грає в Конго Лізі 1, найвищому футбольному дивізіоні країни, та 7 разів ставав чемпіоном країни. Клуб також 10 разів ставав володарем Кубка Республіки Конго.

## Титули і досягнення
- Чемпіон Республіки Конго (7): 1961, 1977, 1992, 2004, 2007, 2009, 2011
- Володар Кубка Республіки Конго (10): 1989, 1990, 2003, 2005, 2012, 2014, 2015, 2018, 2022, 2023